# Budapesti Hírlap (napilap, 1853–1860)
A Budapesti Hírlap a kiegyezést megelőző időszak önkényuralmi rendszerében megjelent magyar nyelvű hivatalos napilap volt 1853 és 1860 között. Szerkesztője Szilágyi Ferenc császárhű történész volt, aki korábban a Magyar Hírlap, majd a Sürgöny nevű lapok szerkesztését végezte.

## Története
A lap a korábban Magyar Hírlap címen megjelent napilap tulajdonképpeni folytatása volt. Mind az osztrák hatóságok, mind Szilágyi Ferenc érdekeltek voltak abban, hogy egy magyar nyelvű, félhivatalos lap jelenjen meg, ami az osztrák kormány álláspontját tükrözi. A két lap közti különbség alapvetően az volt, hogy míg a Magyar Hírlapot a kormány csupán használhatta céljaira, és felügyeletét  személyesen Pest rendőrfőnöke, Josef Protmann látta el, a Budapesti Hírlapot a kormány már saját lapjaként ismerte el, felügyelete pedig átkerült a Helytartótanácshoz. Az 1853. január 1-jén induló új lap a bécsi Wiener Zeitung magyar nyelvű hasonmása volt, fejlécében az osztrák birodalmi címerrel.
Bár mint kormányzati sajtóorgánum, a Budapesti Hírlap egyfajta közlöny szerepet is betöltött, hírlapként is funkcionált, és időnként színvonalas publicisztikáknak is helyt adott. 1853-55 között a Pesti Napló szerkesztését Török János látta el, akivel szemben a szerveződő ellenzéknek fenntartásai voltak, és ebben az időszakban sokan inkább a Budapesti Hírlapba publikáltak, melynek hatására rövid időre Szilágyi Ferenc lapja vált a legszínvonalasabb magyar nyelvű sajtóorgánummá. Így alakult ki az a sajátos helyzet, hogy a császári kormánylapban – igaz, csak két évig – szinte a teljes forradalmi múltú nemzeti értelmiség névsora megjelent szerzőként. Később ezt az előnyét elvesztette ugyan, de Falk Miksa és Kecskeméthy Aurél írásai továbbra is emelték a Budapesti Hírlap színvonalát.
1857-ben Nádaskay Lajos vette át a szerkesztői (lényegében főszerkesztői) feladatokat Szilágyitól. 1859-ben Alexander Bach lemondott, így a Bach-korszak véget ért. Az osztrák kormány kezdetben a kiegyezés irányába tapogatózott, majd ismét a központosítás volt a stratégia középpontjában. Új lapra volt szükség, mivel a Budapesti Hírlap hintapolitikája révén már lejáratódott. 1860 őszén Nádaskay elhunyt, Vértei Ernő vette át a (fő)szerkesztői feladatokat, feltehetően ez a változás adta meg az utolsó löketet ahhoz, hogy a lapot minden előzetes értesítés nélkül megszüntessék, és helyette egy új napilapot indítsanak: a Sürgönyt. Az utolsó lapszám 1860. november 30-án jelent meg.